# Hrvatska (planinski vrh)
Hrvatska je planinski vrh na Antarktici. Imenovao ga je hrvatski planinar Stipe Božić prilikom svojeg uspona 7. siječnja 1997.